# Krauszów

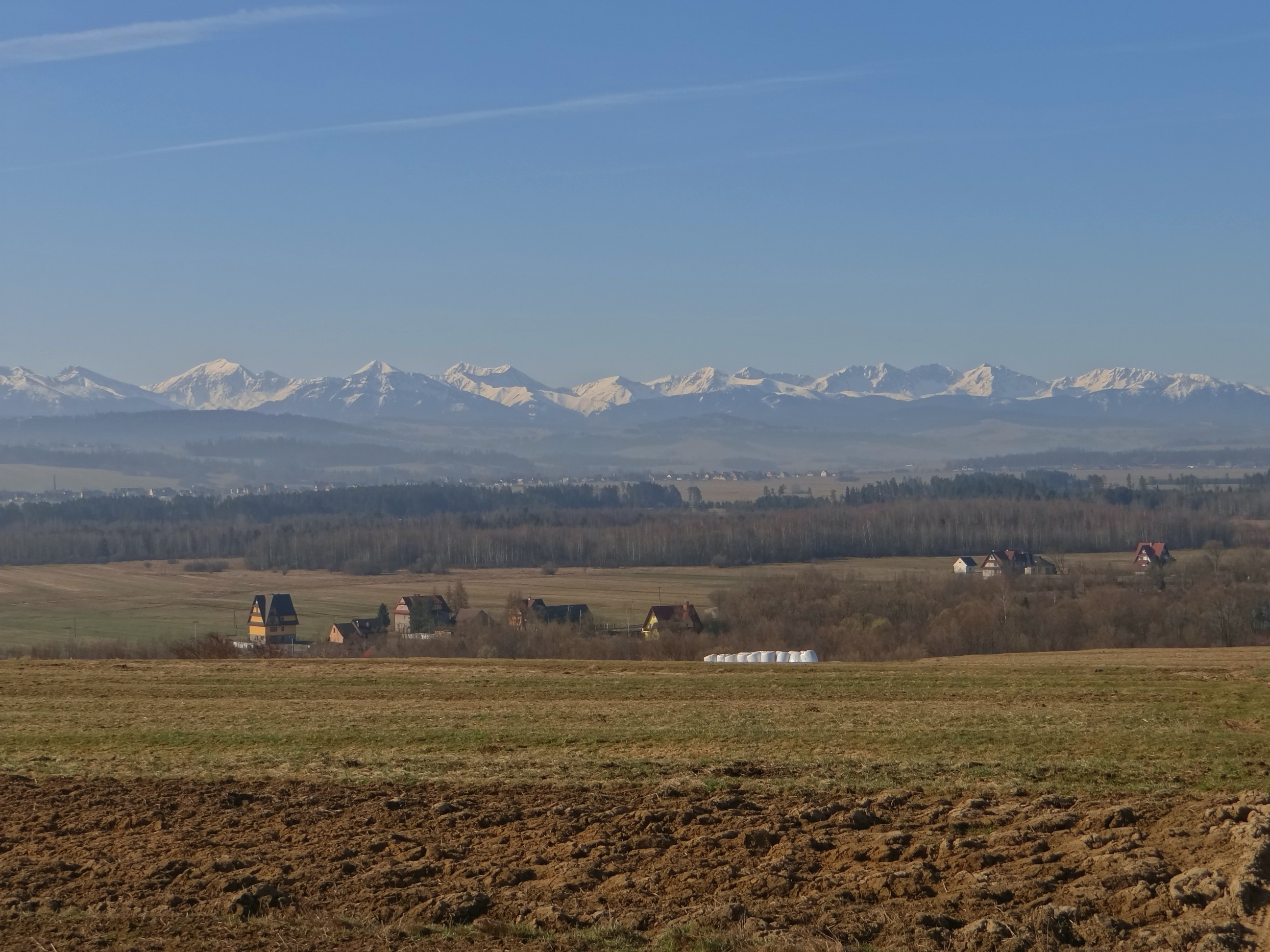
Widok z Krauszowa na Kotlinę Nowotarską i Tatry

Krauszów – wieś w Polsce położona w województwie małopolskim, w powiecie nowotarskim, w gminie Nowy Targ.
Wieś duchowna, własność opactwa cystersów szczyrzyckich położona była w drugiej połowie XVI wieku w powiecie sądeckim województwa krakowskiego. W latach 1975–1998 miejscowość administracyjnie należała do województwa nowosądeckiego.

## Położenie
Krauszów leży w zachodniej części gminy nowotarskiej na granicy dwóch krain geograficznych Podhala: Kotliny Orawsko-Nowotarskiej i Beskidu Orawsko-Podhalańskiego. Sąsiaduje z miejscowościami: Ludźmierz, Rogoźnik, Długopole, Morawczyna. Pola i zabudowania Krauszowa znajdują się w dolinie Czarnego Dunajca i Lepietnicy, oraz na wznoszących się nad nimi wzniesieniach Za Drogami (683 m) i Wieśniostyka (682 m). Dzięki temu, że są to wzniesienia beleśne, rozciąga się z nich rozległy widok na Tatry, Babią Górę, Beskid Orawsko-Podhalański, Gorce i Kotlinę Nowotarską.

## Historia
Krauszów obok Ludźmierza i Rogoźnika należy do najstarszych osad na Podhalu. Został założony przez cystersów w 1333 roku na miejscu małej osady na polanie. Posiadłościami wiejskimi administrował opat szczyrzycki będący proboszczem w pobliskim Ludźmierzu. Krauszów od początku istnienia należy do parafii ludźmierskiej.
Położenie wsi ma charakter obronny; od południa dostępu bronił Dunajec, a od północy dosyć stroma skarpa, do której przylegały usadowione obok siebie zabudowania gospodarcze. Ta lokalizacja zmuszała do gęstej zabudowy wzdłuż drogi wiejskiej biegnącej równolegle do potoku. Domy stały po obydwu stronach drogi, skierowane do niej frontem, za nimi umieszczano zabudowania gospodarcze. W północnej części wsi, gdzie brakowało miejsca, zagrody sytuowano po północnej stronie drogi przy skarpie, która w tym miejscu zbliżała się do potoku.
Urodził się tu Jan Bienias – podporucznik piechoty, cichociemny, powstaniec warszawski.

## Dzisiejszy Krauszów
Można powiedzieć, że Krauszów dzieli się na trzy części. Główną zabudowę wiejską leżącą w środku miejscowości, wkraczającą na południe od potoku; ogrody, które są usadowione na północ od pierwotnej zabudowy, których pola ciągną się aż do gruntów Morawczyny i Trutego, oraz trzecią część, którą jest Zawodzie, mieszczące się od strony zachodniej wsi, do granicy z Długopolem, gdzie dawniej znajdowały się gminne pastwiska na kamieńcu dla gęsi i owiec, a dalej dla bydła. Na Zawodziu, w południowej części Krauszowa występowały torfowiska wysokie, które ciągnęły się od granicy z Długopolem, aż do pól ludźmierskich. Torf bardzo szybko się skończył, ponieważ w Krauszowie brakowało budulca drewnianego i dlatego istniały tu cegielnie wzniesione na gruntach zwanych Na Kadłubie i Na Górach.
Krauszów jak większość miejscowości jest miejscowością przejezdną z obu stron; ze strony wschodniej od Ludźmierza, a od strony zachodniej od Długopola. W Krauszowie jest około 150 budynków mieszkalnych, wraz ze starymi drewnianymi domami liczącymi około 50 budynków, lecz nie wszystkie są zamieszkane.
Miejscowość ta jest wsią rolniczą, ludność zajmuje się hodowlą bydła mlecznego. Mleko przetwarza się tradycyjnymi metodami na serki wędzone w przetwórstwie owczarskim, tak charakterystycznym dla Podhala. Dzięki temu małe gospodarstwa mają zapewnione wyższe dochody niż jedynie ze sprzedaży mleka.
Z zabytków sakralnych na uwagę zasługuje kapliczka Trzeciego Upadku, murowana, z drewnianą figurką Pana Jezusa z krzyżem wykonana w stylu ludowym. Kapliczka usytuowana jest przy skrzyżowaniu dróg, strzegła wejścia do wsi od wschodniej strony.
W Krauszowie mieści się budynek Ochotniczej Straży Pożarnej, który liczy dwa wozy strażackie, jeden bardziej nowoczesny, drugi nieco mniej. W miejscowości tej każdy budynek ma dobry dojazd w sytuacji gdyby zaistniał pożar i straż musiałaby interweniować. 
W Krauszowie znajduje się także budynek szkoły podstawowej. Szkoła ta mieści ok. 10 klas. W 2002 roku była remontowana zarówno od zewnątrz jak i od wewnątrz (malowanie), zostało założone ogrzewanie gazowe, ocieplenie, zostało wymienione pokrycie dachowe, wyremontowane ubikacje i szatnie.
Krauszów jest miejscowością zagrożoną katastrofami naturalnymi, takimi jak powodzie.
W miejscowości funkcjonuje klub sportowy Podgórki Krauszów.